# Desmoscolex grandidiamphis
Desmoscolex grandidiamphis är en rundmaskart som beskrevs av John Inglis 1968. Desmoscolex grandidiamphis ingår i släktet Desmoscolex och familjen Desmoscolecidae. Inga underarter finns listade i Catalogue of Life.